# Hong Soo-hwan
Hong Soo-hwan est un boxeur sud-coréen né le 26 mai 1950 à Séoul.

## Carrière
Champion de Corée du Sud et d'Asie OPBF des poids coqs en 1971 et 1972, il devient champion du monde WBA de la catégorie le 3 juillet 1974 en battant aux points Arnold Taylor. Il conserve sa ceinture face à Fernando Cabanela puis s'incline par KO au 4e round contre Alfonso Zamora le 15 mars 1975.
Battu également lors du combat revanche en 1976, Hong Soo-hwan poursuit sa carrière dans la catégorie de poids supérieure et s'empare de la toute récente ceinture WBA des poids super-coqs le 26 novembre 1977 aux dépens de Hector Carrasquilla. Il domine ensuite Yu Kasahara mais s'incline le 7 mai 1978 face au colombien Ricardo Cardona avant de mettre un terme à sa carrière en 1980 sur un bilan de 41 victoires, 5 défaites et 4 matchs nuls.